# 地域大国
地域大国（ちいきたいこく、英: Regional power）とは、ある一定の地域内で政治、軍事、経済で大きな影響力を持つ国。地域大国の周辺国は、地域大国の政治的な影響を受けやすく従属的な立場に立たされることもあるため、地域大国の動向は周辺国にとって注視すべき重要な問題となる。地域大国の枠を越えて世界的に強い影響力を持つ国を大国と呼ぶ。さらにその枠すらも越えて世界全体に影響力が及ぶ国を超大国と呼ぶ。

## 概要
国際政治学の研究者により見解が異なることがあるが、下記の国が一定の影響力を持つ国として挙げられる。

### アフリカ

#### 西アフリカ
- ナイジェリア[N11][1][2]

#### 南部アフリカ
- 南アフリカ[BRICS][G20][3][4][5][6]

### アメリカ

#### 北アメリカ
- アメリカ[GP][G7][G20][7]
- カナダ[G20][8][9][10]
- メキシコ[N11][G20][11][12]

#### 南アメリカ
- ブラジル[BRICS][G20][13][14][15][16]
- アルゼンチン[G20][17][18][19][20][21][22][23]

### アジア

#### 東アジア
- 中国[GP][BRICS][G20][24][25][26][27][28][29]
- 日本[GP][G7][G20][29][30][31]
- 韓国[N11][G20][29][32][33][34][35][36]

#### 南アジア
- インド[BRICS][G20][3][37][38][39][40]

#### 東南アジア
- インドネシア[BRICS][G20][N11][4][41]
- ベトナム[N11][4][42][43][44]

#### 西アジア
- サウジアラビア[G20][3][37][45][46]
- イラン[BRICS][N11][3][37][47]
- イスラエルa[3][48][49]
- アラブ首長国連邦[BRICS][50][51][52]

### ヨーロッパ
- イギリス[GP][G7][G20][18][22][53]
- フランスa[GP][G7][G20][4][31][54]
- ドイツ[GP][G7][G20][4][31][55]
- イタリアa[G7][G20][56][57][58]
- スペインa[59][60][61]

### ユーラシア
- ロシア[GP][BRICS][G20][29][31][62]
- トルコa[N11][G20][36][63][64][65][66][67]

### オセアニア
- オーストラリア[G20][68][69]